# Ethniki Odos 14
Die Ethniki Odos 14 (griechisch Εθνική Οδός 14 ‚Nationalstraße 14‘) ist eine Straßenverbindung in Nordost-Griechenland. Sie verbindet die Städte Drama (Δράμα) und Xanthi (Ξάνθη) weitgehend (bis zum Fluss Nestos) parallel zur Bahnstrecke Thessaloniki–Alexandroupoli.

## Verlauf
Die Straße führt von der Straße Ethniki Odos 12 im Osten von Drama nach Osten über Choristi, Adriani und Nikiforos und erreicht in Paranesti (Παρανέστι) den aus Bulgarien kommenden Fluss Nestos, dessen Lauf sie über Neochori bis Stavroupoli (Σταυρούπολη) folgt. Dort verlässt sie den Fluss, dem die Bahnstrecke weiter folgt, und zieht weiter nach Osten über die Abzweigung der Straße Ethniki Odos 55 und weiter nach Südosten bis Xanthi, wo sie an der Straße Ethniki Odos 2 endet.